# Solieria elongata
Solieria elongata är en tvåvingeart som beskrevs av Robineau-desvoidy 1849. Solieria elongata ingår i släktet Solieria och familjen parasitflugor.
Artens utbredningsområde är Frankrike. Inga underarter finns listade i Catalogue of Life.